# Garde côtière norvégienne
La Garde côtière norvégienne (norvégien : Kystvakten) est une force militaire maritime qui fait partie de la Marine royale norvégienne. La garde côtière est responsable de l'inspection des pêches, de l'application des douanes, du contrôle frontalier, de l'application des lois maritimes, de l'inspection des navires, de la protection de l'environnement et de la recherche et sauvetage. Elle opère dans la zone économique exclusive (ZEE) de 2 385 178 km2 de la Norvège, dans les eaux intérieures et les eaux territoriales. Elle est basée à la base navale de Sortland. En 2013, la Garde côtière comptait 370 employés, dont des appelés, et un budget d'un milliard de couronnes norvégiennes.

## Organisation
La force est subdivisée en trois divisions principales :    
- La Garde côtière extérieure couvre la ZEE et se compose de trois navires de patrouille offshore de classe Nordkapp, de trois navires de patrouille offshore de classe Barentshav ainsi que des NoCGV Ålesund, NoCGV Svalbard et NoCGV Harstad .
- La Garde côtière intérieure se compose de cinq navires de patrouille de classe Nornen.
- Appui aérien de la Garde côtière avec six avions de patrouille Lockheed P-3 Orion retirés en 2023 et remplacés par cinq Boeing P-8 Poseidon et des hélicoptères Westland Lynx, tous deux exploités par la Force aérienne royale norvégienne. Le Westland Lynx sera progressivement abandonné en Norvège et remplacé par six Sea Hawk commandé en mars 2023 après l'annulation d'une commande de NH90[1].

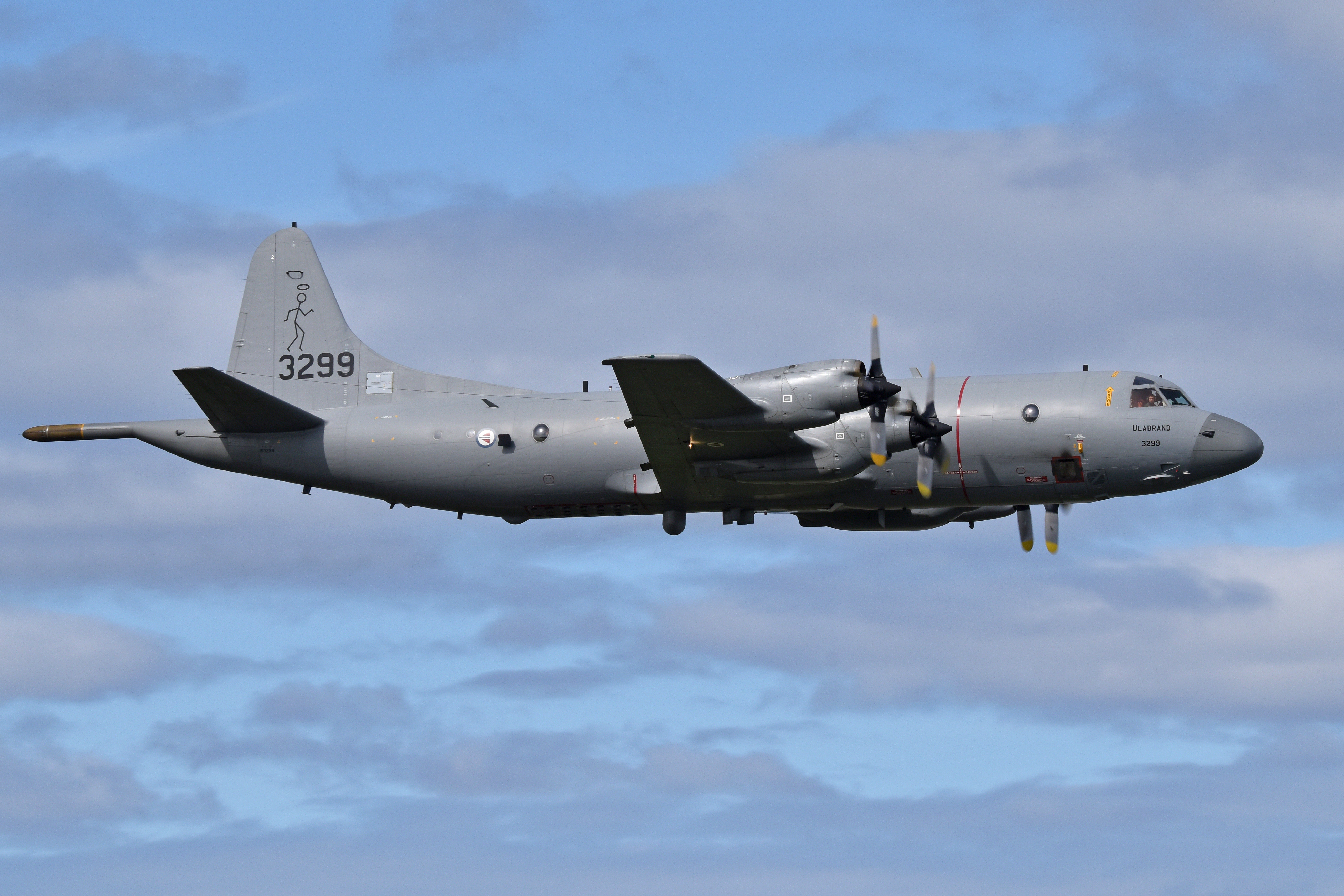
P-3 Orion de la Garde côtière norvégienne
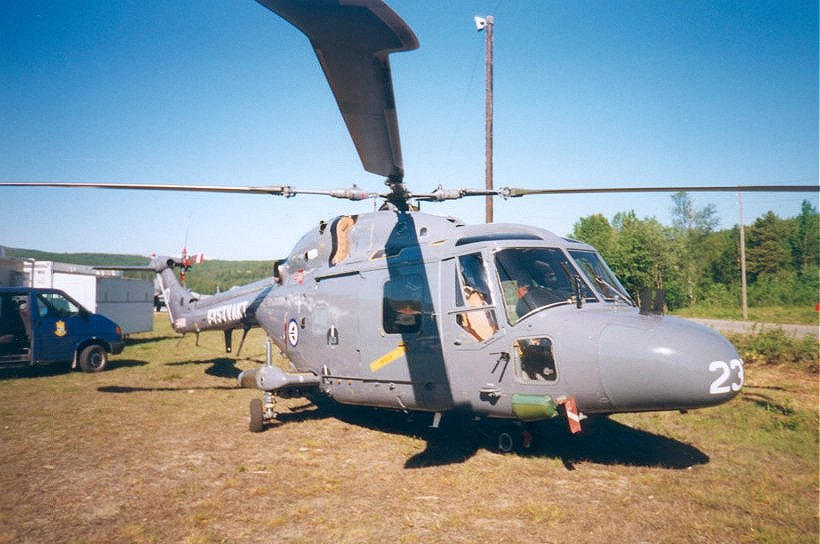
Westland Lynx de la Garde côtière norvégienne
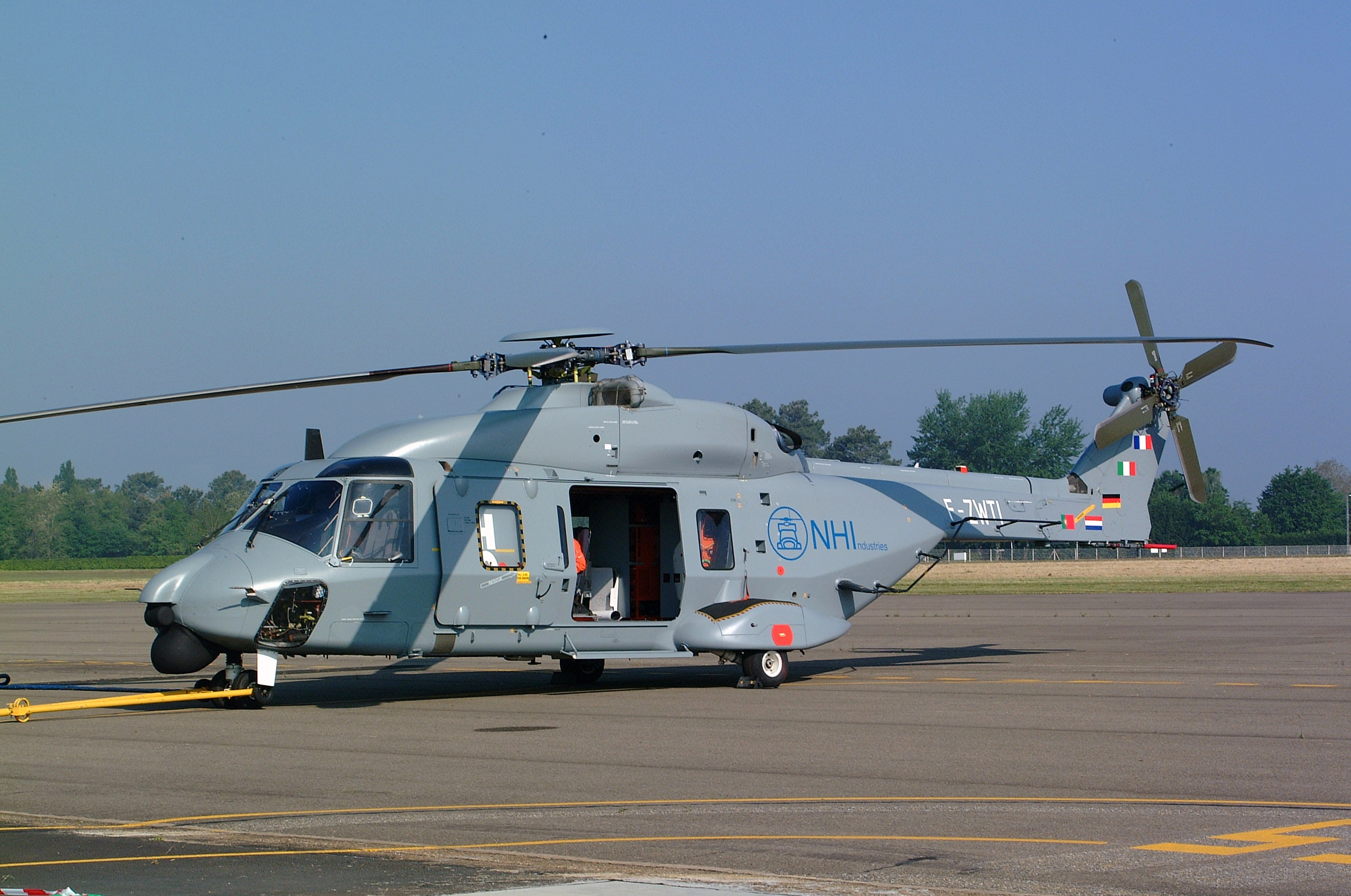
NH90 - Prototype

La Garde côtière repose sur le défunt Service de surveillance des pêches, créé en 1908. Il s'agissait d'une opération à la fois militaire et civile ; il a loué des bateaux de pêche pendant la saison pour compléter les plus gros navires de la marine. Celui-ci a été converti en Surveillance militaire des pêches en 1961. La Garde côtière a été créée le 1er avril 1977, la même année que la Norvège a délimité sa ZEE. La restructuration a conduit à la livraison de la classe Nordkapp et des hélicoptères Lynx. La Garde côtière intérieure a été créée en 1996. La Garde côtière a participé à la guerre du Golfe de 1990-1991 et à la destruction en 2014 des armes chimiques de la Syrie.

## Navires
La flotte se compose [Quand ?] de quatorze navires ; neuf font partie de la Garde côtière extérieure et cinq font partie de la Garde côtière intérieure. La Garde côtière n'exploite pas elle-même d'aéronef qui sont exploités par la Force aérienne royale norvégienne ou par des entrepreneurs privés.

## Compétence et capacités
La tâche principale de la Garde côtière est d'affirmer et de maintenir la souveraineté norvégienne sur ses eaux intérieures, ses eaux territoriales et sa zone économique exclusive (ZEE). Sa structure est centrée sur un rôle en temps de paix, avec un fondement judiciaire dans la Loi sur la Garde côtière (Kystvaktloven) de 1997. L'autorité de la Garde côtière appartient au principal responsable d'une situation et que les pouvoirs de la Garde côtière complètent ceux-ci. Cependant, la Garde côtière détient également une série de capacités indépendantes dans lesquelles elle peut agir sans instruction externe. La loi accorde également à la Garde côtière la compétence de faire appliquer la loi dans certaines circonstances.
La Garde côtière est centrée sur la prestation de services à une gamme d'organismes publics. Il s'agit notamment de l'Administration côtière norvégienne, des autorités douanières, de la Direction des pêches, de l'Agence pour l'environnement, de l'Institut de recherche marine, de l'Autorité de la cartographie, de la marine et de la police norvégienne. Cela confère à la Garde côtière une série de droits de contrôle, y compris les douanes et le contrôle des frontières pour l' Espace Schengen.
Les travaux les plus approfondis sont menés dans le domaine de la pêche. Cela implique à la fois une inspection et une assistance. Les tâches d'assistance aux navires de pêche et autres navires en mer comprennent la lutte contre l'incendie, y compris l'utilisation de canons à eau et d'appareil respiratoire isolant ; enlever les objets étrangers en mer ; et l'aide mécanique, l'assistance aux plongeurs et le remorquage pour les navires ayant subi une panne de moteur. Les navires en mer disposent également d'équipements pour contenir les marées noires.
La Garde côtière est l'une des nombreuses agences auxquelles on peut faire appel pour des missions de recherche et sauvetage (SAR). Toutes ces activités sont soit coordonnées par le centre d'opérations du district de police concerné, soit par le Centre de coordination et de sauvetage dans le sud et le nord de la Norvège.

## Structure
La Garde côtière norvégienne est une formation de la Marine royale norvégienne. Elle est dirigée par l'inspecteur des garde-côtes norvégiens, qui est subordonné à l'inspecteur général de la marine royale norvégienne. La Garde côtière est l'une des deux formations maritimes de la Marine, l'autre étant la Flotte norvégienne.

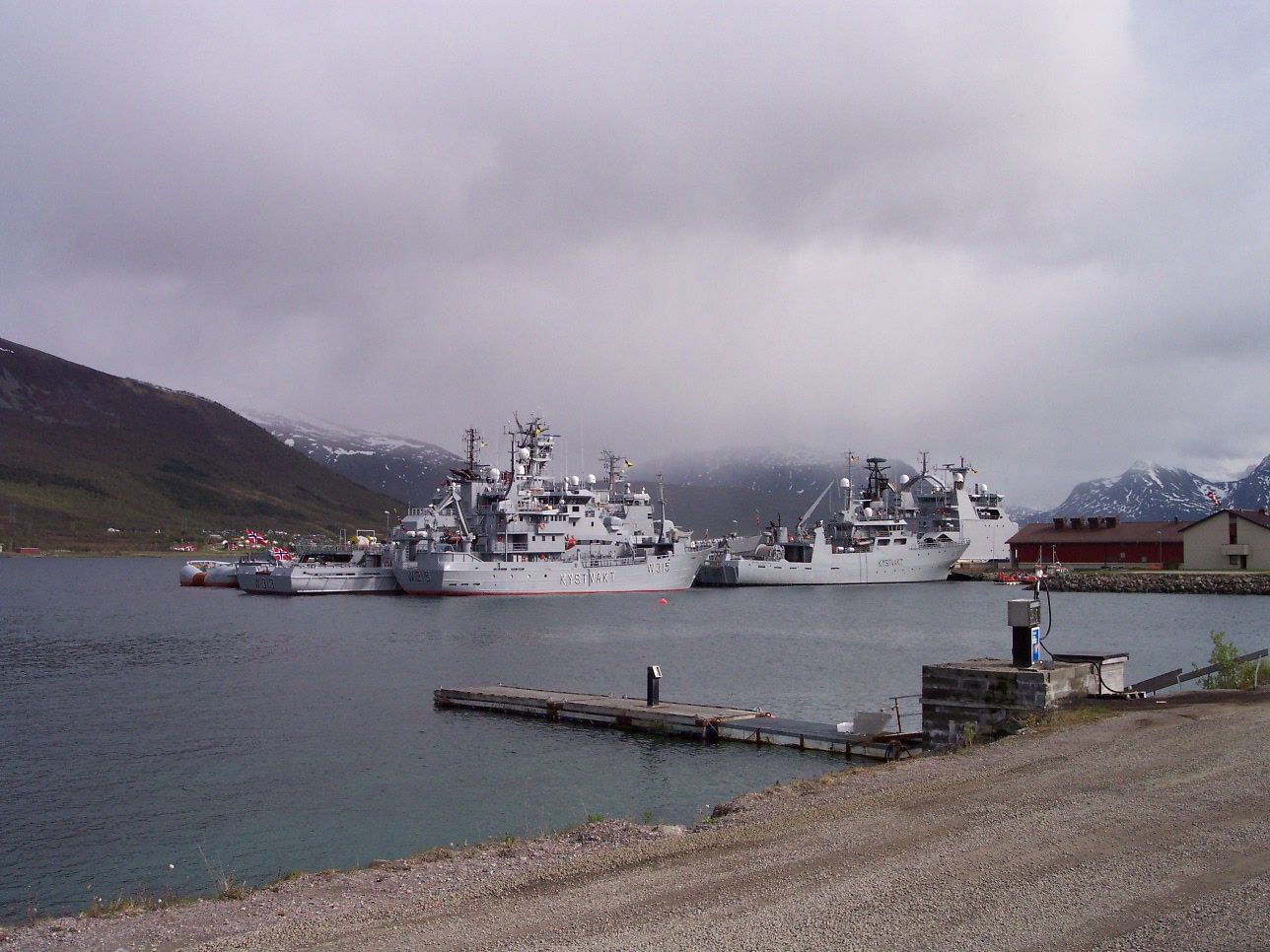
Base navale de Sortland

La Garde côtière a son commandement et son quartier général opérationnel à la base navale de Sortland, au centre-ville de Sortland. Il a une base secondaire d'Håkonsvern à Bergen, qui est la base principale de la Marine. La Garde côtière utilise quatre écoles navales partagées, la Royal Norwegian Naval Academy (en) de Bergen , le RNoMS Tordenskjold de Håkonsvern, le RNoMS Harald Hårfagre de Stavanger et les Ecoles d'officier de la marine marchande de Bergen.
Contrairement au reste de la Marine, la Garde côtière a certains de ses navires détenus et partiellement exploités par des entrepreneurs privés. Remøy Management possède quatre navires, ceux de la classe Barentshav et de la classe Reine. L'entreprise basée à Fosnavåg loue les navires pour 160 millions de couronnes norvégiennes par an à la Garde côtière. Cela comprend toute la responsabilité de l'entretien et du fonctionnement de la cuisine et de la salle des machines. L'  Ålesund appartient à Fosnavåg Shipping, tandis que la classe Nornen appartient conjointement à Remøy Management et Remøy Shipping.
En 2013, elle a réalisé un chiffre d'affaires de 1 027 millions NOK. Elle comptait 829 employés cette année-là, dont 382 militaires, 18 civils et 429 appelés. Il a produit 3 812 jours de patrouille et volé 599 heures d'hélicoptère. Les navires de la Garde côtière ont deux équipages, qui alternent entre être en mer et être en congé. Cela permet une utilisation élevée de la flotte.